# 山下憲一 (サッカー指導者)
山下 憲一（やました けんいち、1949年 - ）は日本のサッカー指導者、元教諭。一般社団法人四国サッカー協会顧問。

## 来歴
高松商業高校を経て国士舘大学卒業。卒業後、母校である高松商業高校に勤務すると共に、第1回四国サッカーリーグにも参加した高松商高OBサッカークラブ（高商OBクラブ）にて選手としてプレー。現役時代のポジションはFWであった。高松商業高校ではサッカー部監督を歴任。第63回大会から11年連続出場を果たすなど、指導者としても尽力した。
2004年、高商OBクラブ時代のチームメイトで、高松市議・香川県スポーツ少年団本部長の住谷幸伸と共に、高商OBクラブの後身である「高松FC」の創設に尽力。チームは後に公募により「カマタマーレ讃岐」としてJリーグ入りを目指すことになり、強化本部長として側面から支援を行った。
後に香川県サッカー協会の会長に就任。2013年には日本サッカー協会の都道府県フットボールセンター整備助成事業による助成を受け、高松市立東部運動公園多目的広場をナイター照明を備えた天然芝グラウンドおよびクラブハウスを有する「香川フットボールセンター」として整備、香川県のサッカー発展に尽力した。
2014年4月、カマタマーレ讃岐の取締役を退任し相談役に就任した。
2018年11月、カマタマーレ讃岐の取締役を任期途中に退任した。